# 黄美缘
黄美缘（1953年—），福建厦门人，汉族，中华人民共和国政治人物、第十一届全国人民代表大会福建地区代表。
毕业于厦门大学南洋研究院专门史专业，是中共党员。担任厦门市侨务办公室主任。2008年起担任全国人大代表。